# 37222 Sansom
37222 Sansom este o planetă minoră (asteroid), cu un diametru de 3,096 km, din centura de asteroizi. A fost descoperită pe 20 noiembrie 2000 la Stația Anderson Mesa de Lowell Observatory Near-Earth-Object Search. 
Obiectul prezintă o orbită caracterizată de o semiaxă mare de 2,5366783 UAi, o excentricitate de 0,09, o înclinație de 14,31524 ° în raport cu ecliptica.